# 韁短油鯰
韁短油鯰，為輻鰭魚綱鯰形目鼬鯰科的其中一種，為熱帶淡水魚，分布於南美洲埃塞奎博河、黑河、奧里諾科河及Urubo河流域，體長可達9.9公分，棲息在底層水域，生活習性不明。

## 扩展阅读
維基物種上的相關：韁短油鯰